# Palpimanus crudeni
Espèce
Palpimanus crudeni est une espèce d'araignées aranéomorphes de la famille des Palpimanidae.

## Distribution
Cette espèce se rencontre en Afrique du Sud et au Mozambique.

## Description
Le mâle holotype mesure 8 mm.

## Systématique et taxinomie
Cette espèce a été décrite par Lessert en 1936.

## Étymologie
Cette espèce est nommée en l'honneur de Frank Cruden.

## Publication originale
- Lessert, 1936 : « Araignées de l'Afrique orientale portugaise, recueillies par MM. P. Lesne et B.-B. Cott. » Revue suisse de zoologie, vol. 43, no 9, p. 207-306 (texte intégral).